# Powiat Yazu
Powiat Yazu (jap. 八頭郡 Yazu-gun) – powiat w Japonii, w prefekturze Tottori. W 2021 roku liczył 25 249 mieszkańców.

## Miejscowości
- Chizu
- Wakasa
- Yazu

## Historia[2][3]

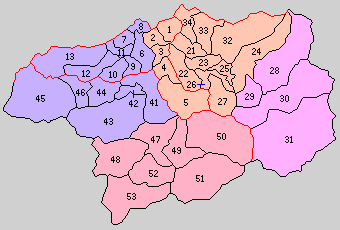
Powiat Yazu (1–13, 21–34, 41–53; 1896 r.)

- Powiat został założony 1 kwietnia 1896 roku w wyniku połączenia powiatów Yakami (12 wiosek), Hattō (14 wiosek) i Chizu (13 wiosek)[4].
- 24 lutego 1903 – wioska Nakada zmieniła nazwę na Haji.
- 15 marca 1905 – w wyniku połączenia wiosek Toyone i Usato powstała wioska Tanpi. (38 wiosek)
- 1 kwietnia 1909 – wioska Wakasa powiększyła się o teren wiosek Akamatsu i Sugano i zdobyła status miejscowości. (1 miejscowości, 35 wiosek)
- 1 stycznia 1910 – w wyniku połączenia wiosek Kuchisaji, Kamisaji i Nakasaji powstała wioska Saji. (1 miejscowość, 33 wioski)
- 1 września 1911 – wioska Hiketa zmieniła nazwę na Yakami.
- 1 czerwca 1914 – wioska Chizu zdobyła status miejscowości. (2 miejscowości, 32 wioski)
- 1 kwietnia 1915 – w wyniku połączenia wiosek Gosō i Meiji powstała wioska Saigō. (2 miejscowości, 31 wiosek)
- 1 kwietnia 1916 – wioska Hattō powiększyła się o teren wioski Obata. (2 miejscowości, 30 wiosek)
- 1 października 1917 – w wyniku połączenia wiosek Sanuki (佐貫村) i Udo powstała wioska Sanuki (散岐村). (2 miejscowości, 29 wiosek)
- 11 lutego 1918 – wioska Mochigase zdobyła status miejscowości. (3 miejscowości, 28 wiosek)
- 1 kwietnia 1918 – w wyniku połączenia wiosek Iida i Ōe powstała wioska Ōi. (3 miejscowości, 27 wiosek)
- 1 stycznia 1919 – w wyniku połączenia wiosek Ōchi i Mushii powstała wioska Yamagata. (3 miejscowości, 26 wiosek)
- 1 lipca 1926 – wioska Kawahara zdobyła status miejscowości. (4 miejscowości, 25 wiosek)
- 20 lutego 1935 – wioski Yamagata, Nagi i Hajizostały włączone w teren miejscowości Chizu. (4 miejscowości, 22 wioski)
- 26 lutego 1936 – wioska Tomizawa została włączona w teren miejscowości Chizu. (4 miejscowości, 21 wiosek)
- 1 kwietnia 1951 – wioska Kamo zdobyła status miejscowości i zmieniła nazwę na Kōge. (5 miejscowości, 20 wiosek)
- 1 listopada 1952 – wioska Funaoka zdobyła status miejscowości. (6 miejscowości, 19 wiosek)
- 3 listopada 1952 – miejscowość Funaoka powiększyła się o teren wiosek Ōi i Hayabusa. (6 miejscowości, 17 wiosek)
- 5 maja 1953 – miejscowość Kōge powiększyła się o teren wiosek Kuninaka, Ōmikado i Shimokisaichi. (6 miejscowości, 14 wiosek)
- 1 marca 1954 – miejscowość Wakasa powiększyła się o teren wioski Ikeda. (6 miejscowości, 13 wiosek)
- 1 lipca 1954 – wioska Yamasato została włączona w teren miejscowości Chizu. (6 miejscowości, 12 wiosek)
- 28 marca 1955 – miejscowość Kawahara powiększyła się o teren wiosek Kunifusa, Yakami, Saigō i Sanuki. (6 miejscowości, 8 wiosek)
- 31 marca 1955 – miejscowość Mochigase powiększyła się o teren wiosek Ō i Yashiro. (6 miejscowości, 6 wiosek)
- 15 marca 1956 – wioski Hattō i Abe połączyły się tworząc wioskę Yazu. (6 miejscowości, 5 wiosek)
- 31 marca 1957 – miejscowość Kōge powiększyła się o teren wiosek Kamikisaichi i Nakakisaichi. (6 miejscowości, 3 wioski)
- 15 maja 1959 – w wyniku połączenia wiosek Yazu i Tanpi powstała miejscowość Hattō. (7 miejscowości, 1 wioska)
- 1 listopada 2004 – miejscowości Kawahara i Mochigase oraz wioska Saji zostały włączone w teren miasta Tottori. (5 miejscowości)
- 31 marca 2005 – miejscowości Kōge, Funaoka i Hattō połączyły się tworząc miejscowość Yazu. (3 miejscowości)